# Notiphila iranica
Notiphila iranica är en tvåvingeart som beskrevs av Canzoneri och Giuseppe Giovanni Antonio Meneghini 1979. Notiphila iranica ingår i släktet Notiphila och familjen vattenflugor.
Artens utbredningsområde är Iran. Inga underarter finns listade i Catalogue of Life.